# مونته‌وارچی
مونته‌وارچی (به ایتالیایی: Montevarchi) یک کومونه در ایتالیا است که در استان آرتزو واقع شده‌است.

## خصوصیات
مونته‌وارچی ۵۶٫۷۵ کیلومترمربع مساحت و ۲۴٬۱۴۶ نفر جمعیت دارد و ۱۴۴ متر بالاتر از سطح دریا واقع شده‌است.

## خواهرخوانده
شهرهای بیت‌لحم، رهط، روآن و کیتسینگن خواهرخوانده‌های مونته‌وارچی هستند.